# Montbenoît
Montbenoît is een plaats en voormalige gemeente in het Franse departement Doubs in de regio Bourgogne-Franche-Comté en telt 282 inwoners (2004). De plaats maakt deel uit van het arrondissement Pontarlier. 

## Geschiedenis
Montbenoît is op 1 januari 2025 gefuseerd met de gemeenten Hauterive-la-Fresse, La Longeville, Montflovin en Ville-du-Pont tot de gemeente Pays-de-Montbenoît.

## Geografie
De oppervlakte van Montbenoît bedraagt 5,1 km², de bevolkingsdichtheid is 55,3 inwoners per km².

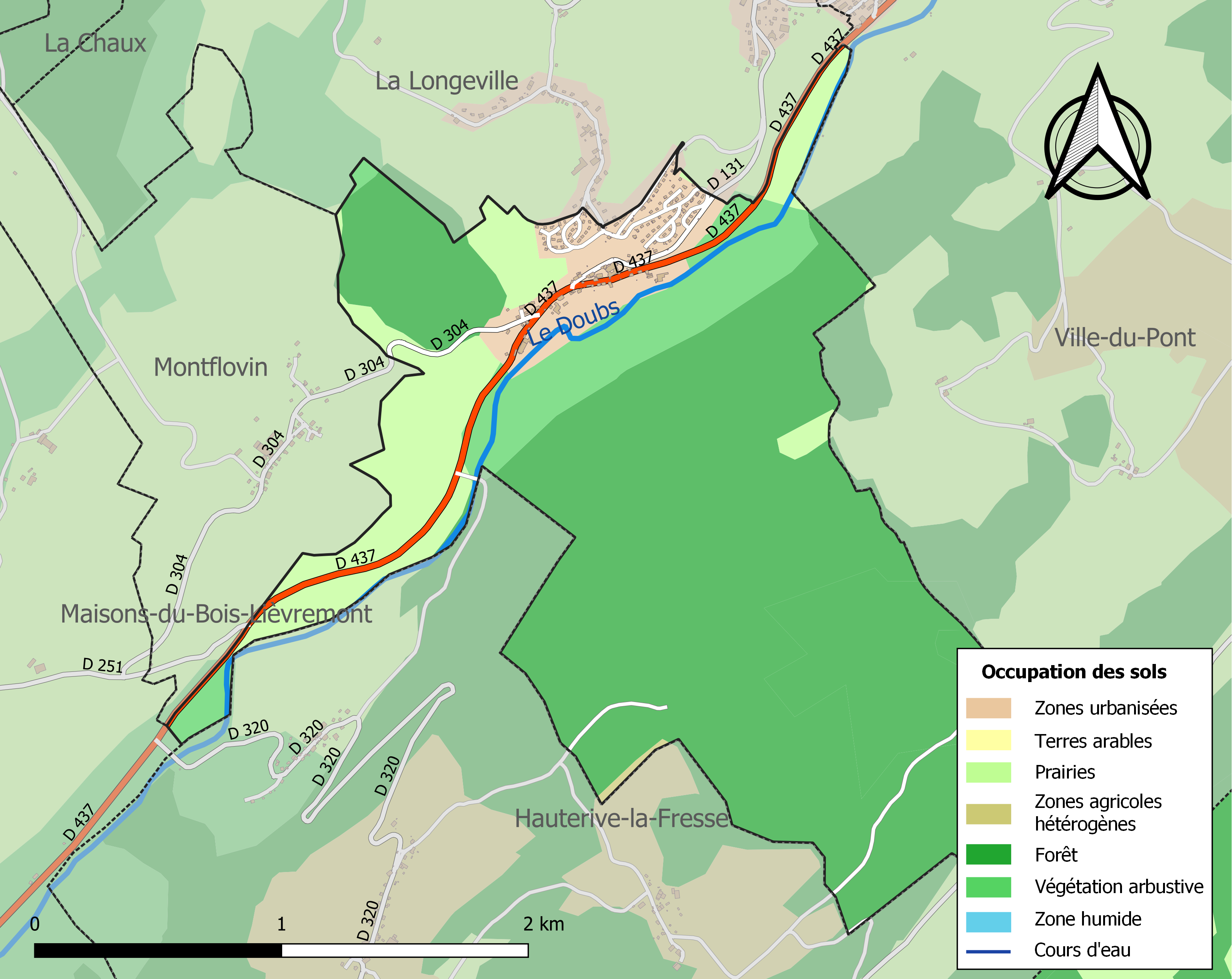
Kaart van de belangrijkste infrastructuur, bodemgebruik en omliggende gemeenten

## Demografie
Onderstaande figuur toont het verloop van het inwonertal.

## Republiek Saugeais
In 1947 werd het gebied Saugeais door de heren Pourchet en Ottaviani onafhankelijk verklaard en Montbenoît als hoofdstad van die republiek uitgeroepen.
Hauterive-la-Fresse · La Longeville · Montbenoît · Montflovin · Ville-du-Pont